# Mathurin Jacques Brisson
Aquest autor és citat en taxonomia animal amb el nom «Brisson».
Mathurin Jacques Brisson (Fontenay-le-Comte, 30 d'abril del 1723 – Croissy, 23 de juny del 1806) fou un zoòleg i filòsof natural francès.
Passà la primera part de la seva vida estudiant història natural; les seves obres publicades en aquest camp inclouen Le Règne animal (1756) i Ornithologie (1760). El 1759 esdevingué membre de l'Acadèmia Francesa de les Ciències.
Després de la mort de René Antoine Ferchault de Réaumur, de qui era ajudant, abandonà la història natural, i esdevingué professor de filosofia natural primer a Navarra i després a París. La seva obra més important en aquest departament fou Pesanteur Spécifique des Corps (1787), però publica diversos altres llibres sobre temes de la física, que tingueren una gran reputació durant un temps.

## Obres
- Regnum animale in classes IX distributum sive Synopsis methodica. Haak, París, Leiden 1756–62.
- Ornithologia sive Synopsis methodica sistens avium divisionem in ordines, sectiones, genera, species, ipsarumque varietates. Bauche, París, Leiden 1760–63.
- Supplementum Ornithologiæ sive Citationes, descriptionesque antea omissæ & species de novo adjectæ, ad suaquaque genera redactæ. París 1760.
- Lettres de deux Espagnols sur les manufactures. Vergera 1769.
- Dictionnaire raisonné de physique. Thou, París 1781–1800.
- Observations sur les nouvelles découvertes aërostatiques. Lamy, París 1784.
- Pesanteur spécifique des corps. París 1787.
- Traité élémentaire ou Principes de physique. Moutard & Bossange, París 1789–1803.
- Trattato elementare ovvero Principi di fisica. Grazioli, Florenz 1791.
- Die spezifischen Gewichte der Körper. Leipzig 1795.
- Suplemento al Diccionario universal de física. Cano, Madrid 1796–1802.
- Principes élémentaires de l'histoire naturelle et chymique des substances minérales. París 1797.
- Anfangsgründe der Naturgeschichte und Chemie der Mineralien. Magúncia1799.
- Instruction sur les nouveaux poids et mesures. París 1799.
- Elémens ou Principes physico-chymiques. Bossange, París 1800.
- Elements of the natural history and chymical analysis of mineral substances. Ritchie, Walker, Vernor & Hood, Londres 1800.
- Tratado elemental o principios de física. Madrid 1803/04.